# Angelo Torchi
Angelo (Angiolo) Torchi (Massa Lombarda, 8 novembre 1856 – Massa Lombarda, 6 dicembre 1915) è stato un pittore italiano.

## Biografia
Nasce a Massa Lombarda in un'agiata famiglia di proprietari terrieri, secondo di quattro figli, dalla contessa di origini faentine Maria Laderchi e dall'avvocato Gaetano, che aveva ricoperto le cariche di Priore e di sindaco tra il 1862 e il 1874.
Nel 1869 si trasferisce a Firenze, iscrivendosi all'Istituto Artistico fondato in quell'anno, dove ha come maestri Karlo Markó e Lorenzo Gelati, esponenti della Scuola di Staggia che educavano gli allievi alla riproduzione dei soggetti all'aria aperta, tema affine ai canoni veristi del movimento macchiaiolo. Trascorre il 1880 con l'amico Attilio Pratella a Napoli, dove viene a contatto con l'arte realista della scuola locale sotto la guida di Alceste Campriani, appartenente alla Scuola di Resìna, anch'egli legato ai temi veristi. 
Tornato a Firenze, nel 1883 partecipa alla Promotrice di Brera con Sole di marzo, In risaia, Napoli alla Villa Reale e Motivo di Capri, nel 1885 con Aprile sull'Arno, Maggio sull'Arno e In risaja, dopo il raccolto; l'anno successivo è alla I Mostra livornese a stretto contatto con l'ambiente macchiaiolo che frequenta nell’osteria Il Volturno di via S. Gallo. Frequenta Telemaco Signorini, Silvestro Lega, Francesco Gioli e il critico d'arte Diego Martelli (di cui è ospite nella tenuta di Castiglioncello), che lo esortano a inviare Ortolane, Il Gabbro e Sull’Arno all'Esposizione universale di Parigi del 1889, città nella quale viene a contatto con le opere degli artisti impressionisti e puntinisti. In questo periodo dipinge tra l'entroterra livornese (La vallata del Gabbro) e la natìa campagna romagnola (Strada campestre a Massa Lombarda).
Nel 1890 viaggia a Londra, dove viene a contatto con le opere di John Constable; di ritorno a Firenze, illustra la novella
Perla nella raccolta Le veglie di Neri di Renato Fucini, 
mentre l'anno successivo è presente alla mostra della Promotrice di Firenze con Impressione di un mercato, opera di chiaro stampo impressionista.
In questo periodo soggiorna a Genova con gli amici Plinio Nomellini e Giorgio Kienerk, abbandona lo stile dei postmacchiaioli e abbraccia 
la poetica divisionista, evidente in Granturco sull'aia proposto alla Mostra Livornese del 1892.
Tra il 1895 e il 1896 è profondamente scosso dalla scomparsa degli amici Silvestro Lega e Diego Martelli e ritorna a Massa Lombarda, dove riproduce in prevalenza i paesaggi della propria terra.

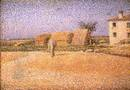
Un dipinto di Angelo Torchi

Partecipa all'Esposizione Nazionale di Torino del 1898 con Al canto delle cicale, Quiete montanina e Sole tra gli ulivi, alle mostre della Biennale di Venezia nel 1899 con Crepuscolo toscano e Al rezzo delle quercie, nel 1901 con il divisionista Mattino di settembre, nel 1903 con Nuvoli di primavera sul verde, nel 1905 con Paesaggio, nel 1912 con Pagliai al sole e nel 1914 con Ritratto di vecchio , ultima apparizione dell’artista vivente.
Muore a Massa Lombarda nel 1915 per un collasso cardiocircolatorio e viene tumulato nel cimitero locale; nel 1921 la salma viene traslata nel cimitero di S. Miniato al Monte a Firenze, dove riposa accanto ai genitori.

## Stile
(Anna Franchi in Arte e artisti toscani dal 1850 ad oggi, Alinari, Firenze, 1902)
Catalogato genericamente come appartenente alla corrente dei postmacchiaioli, in realtà l'attività pittorica del Torchi viene ripartita in tre fasi principali: la prima, datata fino al 1889, in stretto rapporto con la pittura macchiaiola, una seconda (fino al 1895) di stampo divisionista, l'ultima di naturalismo simbolista, caratterizzata da una pennellata voluminosa.
Dopo la formazione accademica trascorsa con Lorenzo Gelati, artefice di scuola paesaggistica innovativa improntata sull'osservazione del vero, l'incontro con Alceste Campriani porta a un orientamento verso nuovi effetti di luce e colore e quello con i principali esponenti Macchiaioli del tempo a una sua interpretazione autonoma arricchita da influssi impressionisti.
La fase divisa risale ai soggiorni genovesi con gli amici Plinio Nomellini e Giorgio Kienerk (la cosiddetta Scuola di Albaro e si contraddistingue per l'adozione di una pennellata minuta (Grano al sole o Granturco sull’aia), alla ricerca di forti effetti di luce.
L'ultimo periodo, segnato dalla scomparsa dei propri riferimenti artistici, si compone principalmente di paesaggi toscani e romagnoli con sperimentazioni di pittura Simbolista cui aderisce anche Nomellini.

## Opere principali
- Ponte alla Staggia (1875-1880), olio su tela, collezione privata;
- Ingresso alle Cascine (1875-1880), olio su tela, collezione privata;
- Autoritratto (1880), olio su tela, Centro culturale Carlo Venturini di Massa Lombarda[14];
- La cresta dell'Appennino da Palazzolo di Romagna (1880-1889), olio su tela, collezione privata;
- Tram a cavalli (1881), olio su tela, collezione privata;
- Lettura in giardino (La sorella del pittore) (1882), olio su tela, collezione privata;
- In risaia dopo il raccolto (1883), olio su tela, Galleria d'arte moderna di Firenze;
- A Mergellina o Motivo di Capri (1883), olio su tela, collezione privata;
- Pescatori in valle (1884), olio su tela, collezione privata;
- La vallata del Gabbro (1886), olio su tela, collezione privata;
- Il grande tronco (Ultimi raggi a settembre) (1887), olio su tela, collezione privata;
- Ortolane (1887-1888), olio su tela, Centro Culturale Carlo Venturini di Massa Lombarda[15];
- Veduta di paese (1890-1899), olio su tela, Galleria d'arte moderna di Firenze;
- Granturco sull'aia (Grano al sole) (1891), Pinacoteca della Fondazione Cassa di Risparmio di Tortona[7];
- Impressione di un mercato (1891), olio su tela, collezione privata;
- Pergolato (1891), olio su tela, collezione privata;
- Nevicata (1891), olio su tela, collezione privata;
- Il tram rosso (1895), olio su tela, collezione privata;
- Risaiole (1900-1910), olio su tela, Galleria d'arte moderna di Firenze[16];
- La terrazza (1900-1910), olio su tela, Galleria d'arte moderna di Firenze[17];
- Autoritratto (1905-1906), pastello su carta, Galleria d'arte moderna di Firenze[18];
- Ritratto di donna (1912), olio su tela, Galleria d'arte moderna di Firenze[19];
- Ritratto di vecchio con lunga barba (non datato), olio su tela, Centro Culturale Carlo Venturini di Massa Lombarda[20];
- Arno (non datato), olio su tela, collezione privata;
- Legnaiuola (non datato), olio su tela, collezione privata;
- Paesaggio in collina (Figura in rosa) (non datato), olio su tela, collezione privata;
- Piazza Mazzini al tramonto (non datato), olio su tela, collezione privata;
- Pagliai (Campagna massese) (non datato), olio su tavola, collezione privata;
- Ritratto di signorina (non datato), olio su tela, Galleria d'arte moderna di Firenze;
- Sera d'inverno a Firenze (non datato), olio su tela, collezione privata;
- Motivo di Castiglioncello (non datato), olio su tela, collezione privata;